# Eleusinská mystéria

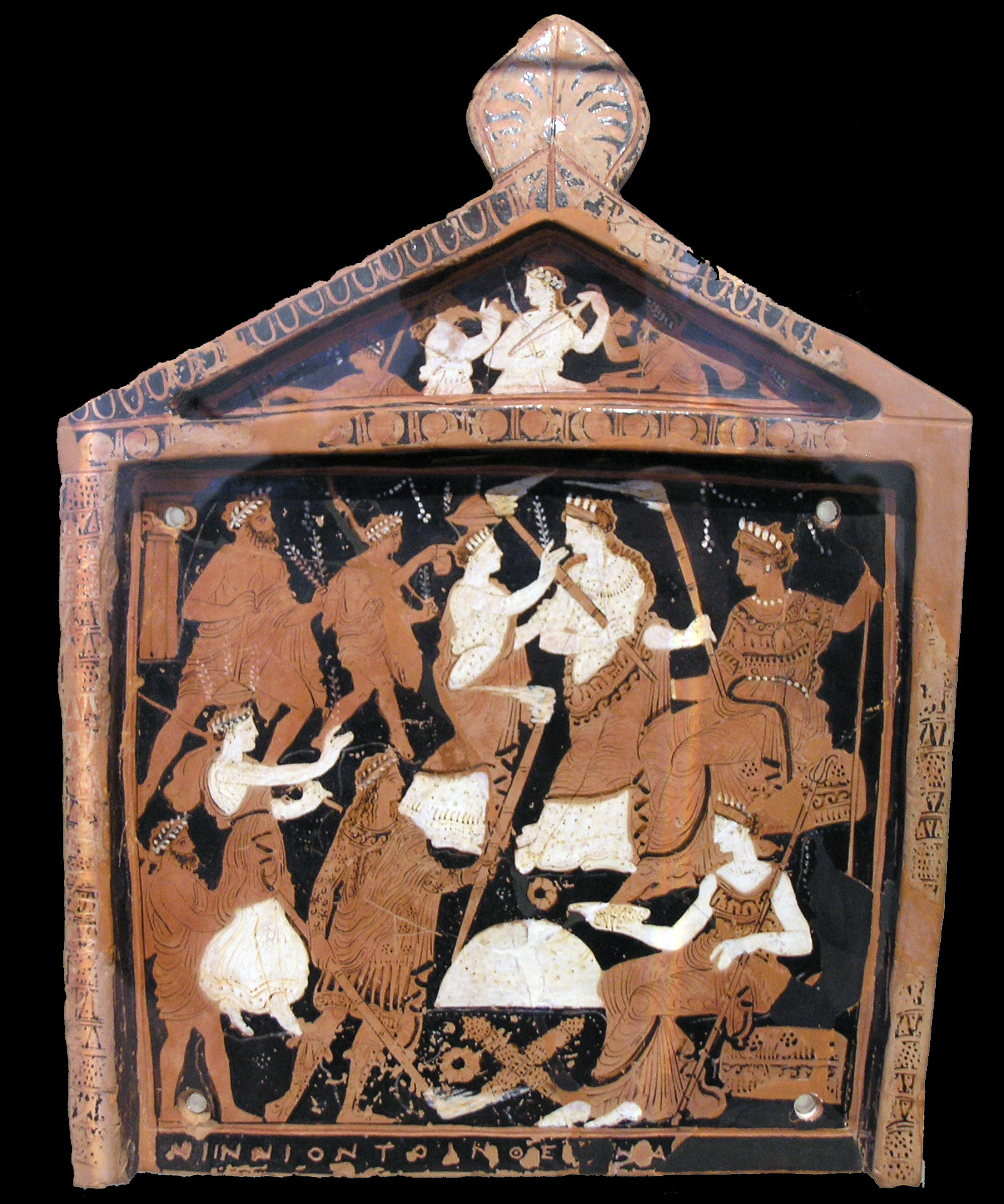
Ninnionská deska podle tradičního výkladu zobrazuje eleusinský rituál

Eleusinská mystéria (řecky: Ἐλευσίνια Μυστήρια, romanizováno: Eleusínia Mystḗria) byla každoročně konaným rituálem zasvěcení do kultu Démétér a Persefony. Odehrávala se v panhelénské svatyni Telesterion v Eleusině ve starověkém Řecku. Eleusinská mystéria jsou považována za nejznámější z tajných náboženských starořeckých obřadů (slovo mystérium, μυστήριον, původně znamená právě tajný obřad). Základem eleusinských mystérií byl zemědělský kult doby bronzové, a existují důkazy, že byly odvozeny z náboženských praktik mykénského období. Mystéria byla založena na mýtu o únosu Persefony od její matky Démétér, a to králem podsvětí Hádem. Rituál měl tři fáze: sestup Persefony do podsvětí, její hledání matkou a její výstup z podsvětí a shledání s matkou. Znovuzrození Persefony symbolizovalo věčnost života. Konkrétní podoba obřadů byla držena v tajnosti, trestem za vyzrazení byla smrt. Dochovalo se však několik částečných svědectví a obrazů, jež jsou patrně výjevy z ritu (zejména Ninnionská deska). Podobné náboženské obřady byly doloženy v zemědělských společnostech na Blízkém východě a na mínojské Krétě. Účastníci eleusinského rituálu mívali uchvacující vize, proto mnoho badatelů spekuluje o tom, že se při něm užívalo psychoaktivních drog.

## Mýtus

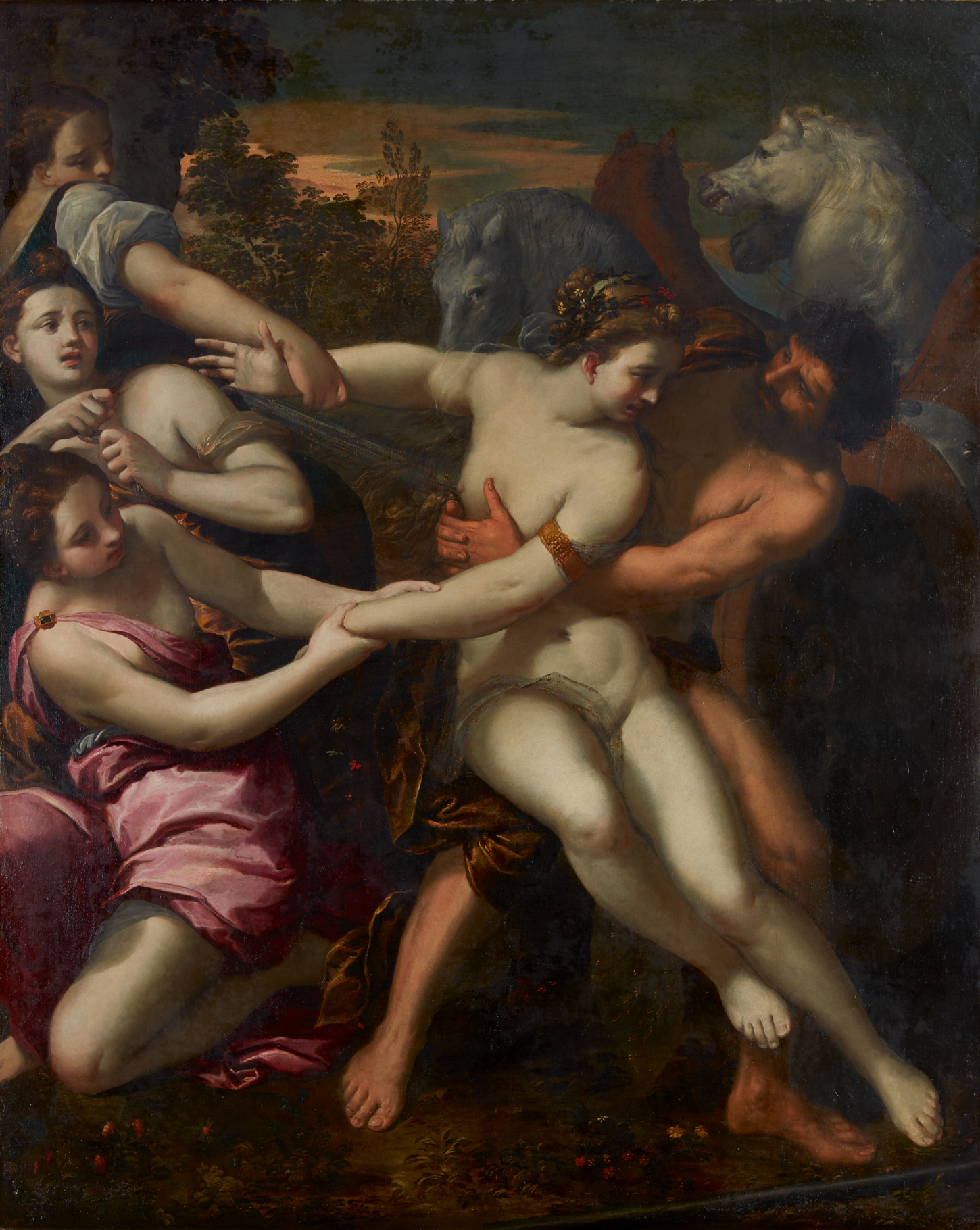
Únos Persefony na Scarsellinově obrazu

Mýtus o Démétér a Persefoně je vylíčen v jednom z Homérských hymnů. Homérský mýtus zněl zhruba takto: Démétřina dcera Persefona (označovaná také jako Koré, "dívka", často považována za archetyp Panny nebo Dcery) byla pověřena úkolem namalovat všechny květiny na zemi. Před dokončením se jí zmocnil Hádés, bůh podsvětí, který ji unesl do svého podsvětního království. Rozrušená matka Démétér (symbol přírody a vegetativnosti) se vydala na cestu, aby svou dceru našla. Když zjistila, kým a kam byla unesena, snažila se donutit nejvyšší boha Dia, aby povolil dceřin návrat ze světa mrtvých. Za tím účelem způsobila strašlivé sucho. Lidé hladověli a bohové přišli o své obětiny a úctu lidí. Zeus nakonec ustoupil a dovolil Persefoně vrátit se z podsvětí (záhrobí) ke své matce. Vyzvedl ji tam bůh Hermés. Země se pak vrátila ke své dřívější plodnosti a úrodnosti: k prvotnímu jaru. Byl zde ovšem jistý zádrhel: Pravidlem Osudu bylo, že kdokoli v podsvětí pojedl, byl tam odsouzen strávit věčnost. Než byla Persefona odevzdána Hádem Hermovi, Hádes ji lstí přiměl k tomu, aby snědla semínka granátového jablka (jež mělo v řecké kultuře tradičně erotický význam). Kvůli tomu se i po osvobození musela vracet do podsvětí na několik měsíců v roce. V tomto čase (obvykle se uvádějí 4 měsíce) je Démétér nešťastná a zanedbává péči o půdu (obvykle považováno za symbol zimy, eventuálně období sucha, jež v Řecku také trvá zhruba čtyři měsíce). Součástí mýtu je i peripetie, kdy Démétér předává tajemství obdělávání půdy a pěstování pšenice lidem, přesněji synovy eleusinského krále Triptolemovi. Proto je mýtus vykládán jako zemědělský.

## Obřad

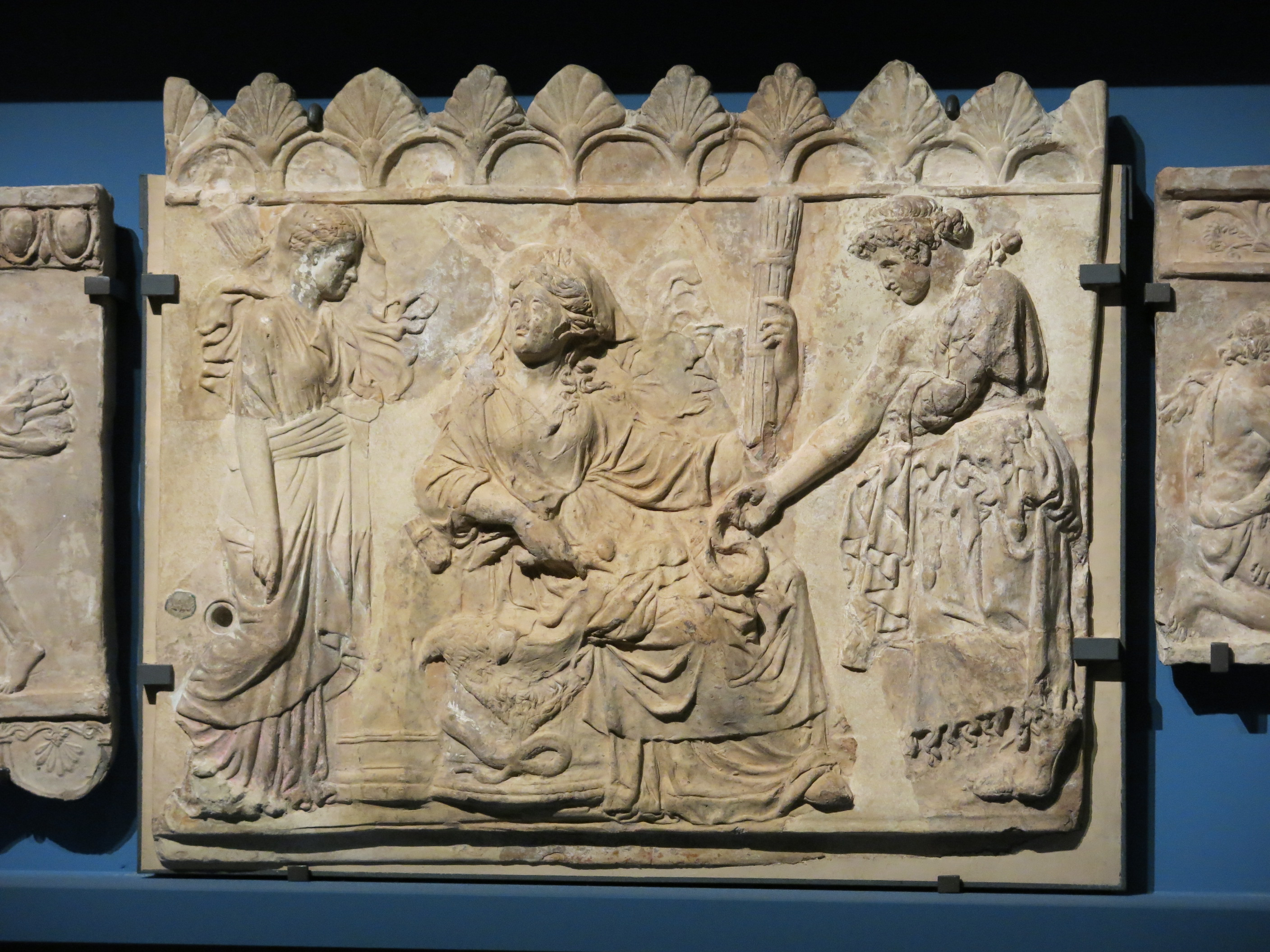
Rituál na reliéfu z římské éry, který se dnes nachází v pařížském Louvru

Rituál měl dvě části, menší mystéria se konala v únoru a větší, desetidenní, v září. Některé prvky obřadu jsou známy. Například omývání zasvěcenců v moři u Faleronu. Nebo procesí do Eleusis, během něhož se mimo jiné vykřikovaly oplzlosti na památku Iambe (nebo Baubo), staré ženy, která svými sprostými vtipy rozesmála Démétér, když truchlila nad ztrátou své dcery. Známo je celonoční bdění zasvěcenců doprovázené pitím nápoje z ječmene zvaného kykeon (houba paličkovice nachová na ječmeni rostoucí možná měla psychedelické účinky, podobné těm po požití LSD; tuto teorii podporují i některé vykopávky a analýzy kosterních pozůstatků). V chrámu, Telesterionu, se patrně odehrávalo dramatické ztvárnění mýtu o Démétér a Persefoně. Rituál končil celonoční hostinou (pannychis) doprovázenou tancem a veselím. Tato část slavností již byla přístupná veřejnosti. Tance se konaly na Rharianském poli, o kterém se tvrdilo, že to bylo první místo na Zemi, kde rostlo obilí. Pozdě v noci nebo brzy ráno se pak konalo obětování býků.
Některé aspekty obřadu zůstávají naopak proslulým tajemstvím: například co obsahovala posvátná truhla (kiste), nebo koš s víkem (calathus). Často se uvádí, že v nich mohl být živý had, ale spekuluje se také o symbolu pohlavního orgánu, živém dítěti či loutce dítěte apod. Na rozdíl od jiných rituálů neměl obřad podle všeho explicitní sexuální prvky (ačkoli obsahoval rituální soulož - hieros gamos) a kněží požívali dokonce malé množství bolehlavu - patrně právě proto, aby sexuální touze při obřadu nepodlehli. Během vrcholu rituálu měli mít zasvěcovaní vizi, jak před jejich očima vyrostl klas. Což posiluje zemědělský výklad. Alternativním výkladem je, že původně byl eleusinský rituál zasvěcováním mladých dívek do dospělosti, a klas by pak měl patrně význam sexuální.
Účastníci eleusinského rituálu věřili, že budou za účast odměněni v posmrtném životě a ztráceli strach ze smrti. Jedinými požadavky pro účast bylo nespáchání vraždy, věk nad 15 let a nebýt "barbar" (mluvit, nebo aspoň rozumět řecky). Zasvěcení bylo dovoleno i ženám, cizincům a dokonce i otrokům, což rituálu dávalo mimořádný společenský význam a propůjčovalo roli kulturního svorníku starořecké civilizace. Platón, který byl sám v Eleusině zasvěcen, napsal, že cílem mystéria bylo "přivést člověka zpět k principům, z nichž pochází (...), k dokonalému požitku z duchovního dobra". Český filozof Zdeněk Kratochvíl poselství rituálu popsal slovy: "Smrtelnost, sexualita a individualita mohou být jenom pospolu".

## Dějiny

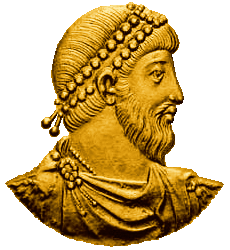
Julianus, poslední zasvěcený římský císař

Tradice mystérií trvala asi 2000 let. Za vlády Peisistrata (546–527 př. n. l.) se eleusinská mystéria stala celořeckými svátky. Kolem roku 300 př. n. l. převzal kontrolu nad mystérii stát. Organizovaly je dva rody kněžích, Eumolpovci a Kerykesové. To vedlo k obrovskému nárůstu počtu zasvěcenců. Odhaduje se, že v Athénách bylo zasvěcováno kolem 10 procent populace. K nejznámějším zasvěcencům patří Platón. Mýtus o Erovi, který je součástí jeho Ústavy, je považován za reprodukci učení eleusínských mystérií.
K smrti za vyzrazení detailů rituálu byl odsouzen například Diagoras z Melu (známý pod výmluvnou přezdívkou Ateista). Ze stejného zločinu byl obžalován i známý dramatik Aischylos, jeden ze zasvěcených, který měl tajemství vyzrazovat ve svých hrách. Byl však soudem osvobozen.
Mystéria si zachovala mimořádnou popularitu i po úpadku řeckého kulturního vlivu. Byl to hlavní svátek helénistické éry a později se rozšířil i do starověkého Říma. Zasvěceni do eleusinských mystérii byli i římští císaři Augustus a Marcus Aurelius. Ze spisovatelů římské éry byl zasvěcen Plútarchos. Posledním zasvěceným římským císařem byl Julianus (vládl 260 až 363). Mystéria zakázal v roce 392 křesťanský římský císař Theodosius. Zbytky svatyně v Eleusině vyplenil podle Eunapia v roce 396 gótský nájezdník Alarich I.
Podle historika Hanse Klofta prvky kultu přežily na řeckém venkově. Tam je místní rolníci a pastýři částečně přenesli na svatého Demetria Soluňského, který se stal lokálním patronem zemědělství. Rituál (či pověsti o něm) silně ovlivnil západní ezoteriky a různé tajné společnosti, které se ho pokoušely napodobovat. Podle oblíbené legendy je z eleusinských mystérií odvozena Shakespearova hra Bouře. Často o nich psal psycholog Carl Gustav Jung, který si myslel, že moderní psychoterapie má mít stejný smysl a účinek.